# 彦根りんご

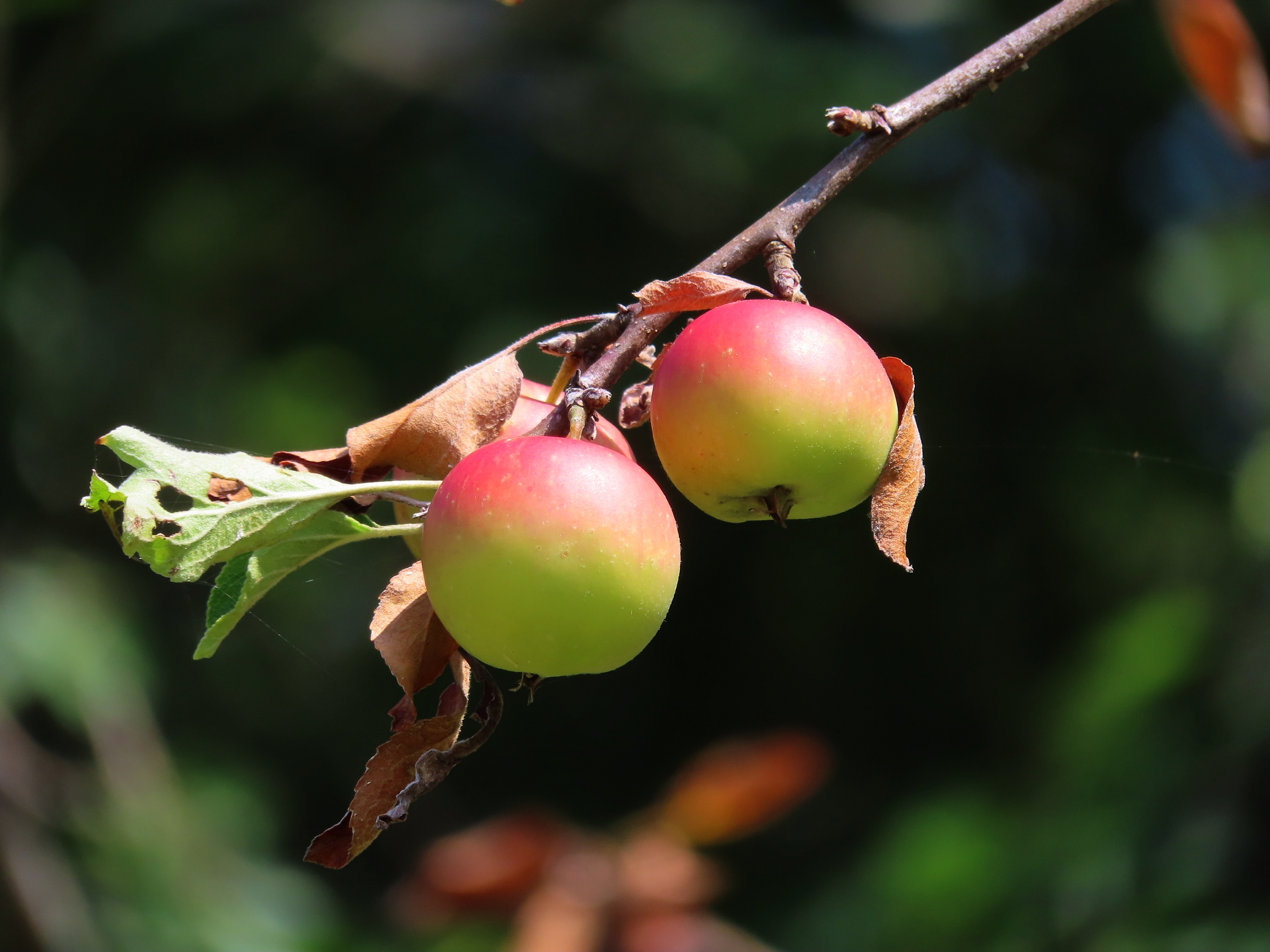
1. 「平成の彦根りんご」の果実

彦根りんご（ひこねりんご）は、滋賀県彦根市周辺で栽培されていたワリンゴである。江戸時代に栽培されていたが、明治時代以降のセイヨウリンゴ（現在一般的に「リンゴ」とよばれる植物）の一般化に伴って商業的に栽培されなくなり、1955年ごろに絶えてしまった。その後、2004年に有志によって「彦根りんごを復活する会（現 彦根りんご保存会）」が設立され、かつての彦根りんごに似ているワリンゴを収集、育成、選抜し、「平成の彦根りんご」として栽培している（図1）。

## 特徴
彦根りんごの果実は直径4–5センチメートル、重さ50グラムほどであり、やや扁平である。緑色地に赤く着色する（図1）。味は甘酸っぱく、渋みがある。収穫期は8月初旬から中旬である。

## 歴史
1816年（文化13年）に彦根藩江戸詰めの役にあった石居泰次郎が5両を借入れ、林檎（ワリンゴ）の苗木200本、桐（キリ）の苗木150本を購入し、農園を開いたのが彦根りんごの始まりとされる。彦根りんごは、彦根藩から将軍家や朝鮮通信使に献上されるなどして重宝されていた。しかし、明治時代にセイヨウリンゴが導入されるとワリンゴの栽培は減少し、彦根りんごも1930年（昭和5年）に廃園となったが、個人宅の庭では引き続き栽培されていた。しかし、虫害等により、1955年（昭和30年）ごろ市内中藪町の八木原太郎作の屋敷で栽培されていたものを最後に、彦根りんごの木は枯れて絶えてしまった。
この彦根りんごを復活させようとする活動は2003年（平成15年）に始まり、2004年に有志が集まり「彦根りんごを復活する会（現 彦根りんご保存会）」が設立された。ワリンゴが栽培されていた東北地方、長野県、石川県などからワリンゴの穂木を譲り受け、これをマルバカイドウの台木に接ぎ木して育成した。その中から、古老の記憶や水彩画（岡島徹州作）をもとに、古の彦根りんごに最も類似したもの（加賀藩種）が選抜され、「平成の彦根りんご」とよばれるようになった。2017年には、「幻の彦根りんご復活200年祭」が開催された。彦根市金亀公園にも植樹され、2024年には解説サインと記念碑が設置された。また、「平成の彦根りんご」を原料としたシードルもつくられている。

## 彦根りんごに関する資料
- 「彦根りんごの図」岡島正夫（画号名 徹州）画[6]
- 「彦根の植物」村松七郎著 (1980)[9]
- 「彦根りんご物語」彦根りんごを復活する会著 (2009)[10]